# Cantón de Salon-de-Provence
El cantón de Salon-de-Provence era una división administrativa francesa, que estaba situada en el departamento de Bocas del Ródano y la región de Provenza-Alpes-Costa Azul.

## Composición
El cantón estaba formado por dos comunas:
- Grans
- Salon-de-Provence

## Supresión del cantón de Salon-de-Provence
En aplicación del Decreto nº 2014-271 de 27 de febrero de 2014, el cantón de Salon-de-Provence fue suprimido el 29 de marzo de 2015 y sus 2 comunas pasaron a formar parte; una del nuevo cantón de Salon-de-Provence-2 y de la comuna que le daba su nombre, se formaron las nuevas comunas de Salon-de-Provence-1 y Salon-de-Provence-2.